# 谢尔盖·布林
谢尔盖·布林（英語：Sergey Brin；1973年8月21日—），美国籍犹太裔電腦科學家與企业家，來自蘇聯。布林与拉里·佩奇合作建立以搜索引擎和線上廣告技術聞名、世界最大的網路公司Google。他在福布斯2019年億萬富翁排行榜中名列第14位，資產達到498億美元。在2019年美國400富豪榜，以535億美元的資產，排名第7名。在2020年9月公佈的福布斯美國400富豪榜排名第9名，資產達657億美元。
布林出生在苏联，大約在6歲時與父母移居至美國，之後於馬里蘭大學學院市分校上學，並沿著其祖父與父親的腳步學習数学，同時雙修了计算机科学。畢業後，謝爾蓋進入史丹佛大學。不过，布林在史丹佛攻读博士期间选择了休学，與在史丹佛結識了拉里·佩奇。兩人開始使用宿舍裡廉價的主機，應用布林所設計的資料探勘系統為基礎，試圖編寫出一個卓越的搜尋引擎。隨著這項計劃越來越有成功的可能性，兩人遂先暫停其在史丹佛的大學學業，在从苏珊·沃西基（后成为Google高级副总裁）借來的車庫裡持續發展Google。

## 早期生活
謝爾蓋·布林出生在苏联莫斯科的一个犹太家庭，父母兩人皆畢業於莫斯科國立大學。父親米哈伊尔·布林當時在莫斯科一所學校任教，並曾經在蘇聯國家計劃委員會就職，「試圖利用數據來證明蘇聯人的生活水平遠比美國人高得多，這就是我在蘇聯時期的主要工作內容，可是事實又是如何呢？」接受訪問時他如此表示。
謝爾蓋6岁時（1979年），全家決定自蘇聯移民至美国居住。移民至美國後，他的父亲成為一位在马里兰大学任教的数学教授，而母亲叶夫根尼娅·布林則為美國航空航天局的戈達德太空飛行中心工作。

### 在蘇聯的童年生活
謝爾蓋·布林6岁時，他的家人認為他們必须移民到美国。布林一家在蘇聯首都莫斯科中心擁有一棟小公寓，內部共有三間房間（總計約30平方公尺），並和祖母共同居住在一起。在《The Google Story》的作者馬克·馬爾塞德訪問布林家庭中，謝爾蓋的父親曾表示：「在还没上大学時我就已經被迫放弃成为宇航员的梦想。在蘇聯，儘管當時苏联在法律和官方上都聲稱並没有反犹太主义；但在现实中，苏联共产党卻透過拒絕接受犹太人上大學等方式，將其排斥在高層的專業人士外。犹太人也因此被物理学部门排斥，尤其......」布林的父亲因此在報考大學時將其主修科目改為數學。然而雖然在大學的數學這科，他每次都有A的優異成績，但他說：「在研究所仍沒有人特別注意我，只因為我是一位猶太人。」童年時的布林很早就知道自己的父親無法追求他所希望的職業，然而直到在美國才知道這件事的細節，謝爾蓋告訴马尔塞德說：「我很早以前就已經知道我父親不能追求他所追求的人生⋯⋯」
1977年在謝爾蓋即將就學前，他父親參加了位於波蘭華沙的一次數學研討會，在「與美國、法國、英國、德國等國家的學者相互交流」後，米哈伊尔向他妻子及母親說現在就應該馬上移民。「我們不能再在這裡待下去了」米哈伊尔說：「在西方和我同樣專業的人並非是怪物。」在對自己和兒子的未來仔細考慮後，謝爾蓋的父親決定移居美國。他於之後的訪問中補充說道：「我是當時家裡中，唯一認為移民是一重要決定......」「我離開前蘇聯除了自身原因外，主要就是考慮到了布林的前途。當時我並沒有考慮過布林會成為一名產業鉅子，我只是希望他能順利拿到博士學位，最後成為一名對社會有用的人。當然最好是像我一樣成為一名教授。」
與父親相比，謝爾蓋的祖母對於要從莫斯科移民並不甚願意。而謝爾蓋的母親，馬爾塞德在其文章提到：「對於葉夫根尼婭來說，這決定將會影響謝爾蓋的未來走向，但謝爾蓋的父親認為他已經思考了更多有關謝爾蓋的未來......」謝爾蓋的母親亦選擇了丈夫的決定，夫妻倆仍最後決定舉家遷移至美國。1978年9月，謝爾蓋一家正式提出了出境簽證申請，但在此時父親「立刻被裁員」，而母親人也毫無理由地被迫辭去工作，兩人突然頓失工作。在等待簽證的8個月中，謝爾蓋的雙親只能做臨時工以維持家計，並沒有穩定的收入，但也無法確定出境簽證能被通過。這段時間兩人亦要負責照顧謝爾蓋的生活，而父親也趁機教導其程式設計。1979年5月，他們的出境簽證成功獲准，布林一家正式離開了蘇聯。
1990年的夏天在謝爾蓋即將17岁生日的几个星期前，他父亲带着兒子謝爾蓋參與持续两周的苏联高中数学资优学生國際交流计划。「謝爾蓋回忆說此次旅行唤起了他童年的恐惧」，他也记起他第一次「一时面对苏联的迫害，冲动地向警車扔石头」。馬爾塞德在其文章提到：「在第二天旅行至一家莫斯科市區的療養院附近，謝爾蓋靠近其父親、直視父親的眼睛說道：『謝謝你當初選擇帶領我們離開蘇聯。』」2000年10月，在一次訪談中布林說：「我知道等待出境那段時間是一段相當艱苦的時光，我現在也十分感激當時我們仍決定移民至美國。」

### 美國教育
謝爾蓋·布林在馬里蘭州就讀小學，但他從家裡學到比學校更多的知識。其身为馬里蘭大學數學系教授的父親培養了他在数学上的興趣，而他的亲属也帮他保有了說俄羅斯語的能力。在就讀小學一年級時，謝爾蓋就向老師提交了一份有關電腦打印輸出的設計方案，而在那時電腦就像黑白電視一樣，只有少數人擁有並懂得如何使用。
1990年9月，謝爾蓋讀完位於绿带城的高中後，進入马里兰大学学习電腦科学和数学，并于1993年5月获得理學学士学位榮譽。而后他获得美国国家科学基金会的奖学金，此時謝爾蓋第一次參加史丹佛大學博士研究生入學考中，就以10門都名列前茅的優異成績被錄取。进入史丹佛大学后，他進入了Wolfram Research參與了Mathematica的編輯。

## 發展搜索引擎

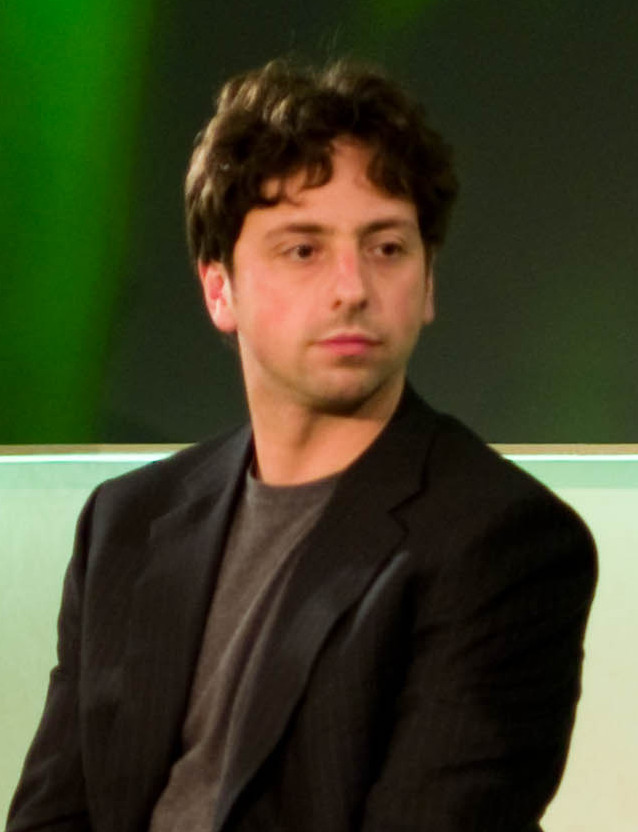
谢尔盖·布林

谢尔盖进入不久就对搜索引擎产生了兴趣，他曾独立或与他人合作发表了许多关于信息收集和关键字索引的论文，也曾经写了一些小的测试性程序。1995年3月史丹佛大學的新生歡迎會上，謝爾蓋負責帶領新來的研究生拉里·佩奇利用周末時間認識校園，這也是兩人的第一次相遇。在一次的《經濟學人》雜誌訪問中，謝爾蓋開玩笑地說：「我们俩都有些令对方厌恶」。两人似乎在大多数课题项目上都持不同意见，但在共同相处了一段时间以后，两人就「在智力上惺惺相惜，成为了親密的好友」。當時，布林專注于開發資料探勘系统而佩奇把重心放在了推广从一篇学术论文在其他论文中的引用量来推断其重要性这一概念。最後兩人共同計劃編寫出一超文本的大規模網路搜尋引擎。
為了讓計劃實現，他們利用宿舍中的廉價電腦中編寫出程式，並於網路上測試這新開發的搜尋引擎。這個引擎首先為斯坦福大學內部的學生、教師和管理人員使用，並且迅速流行起來，大學的技術認證中心並為這項技術申請專利。然而僅靠史丹佛的硬體的基礎設施已讓迅速發展的計劃趨向極限，但他們倆認為他們已成功創造出一嶄新的搜尋引擎，遂先暫停有關博士學位的課程與研究，持續開發這系統。
Mark Malseed在文章中寫道：「他們倆向全體師生、各自的家人和友人募集研發基金，兩人共同度過困境，成功購置了一些伺服器，此外還租借了一位於門洛帕克的車庫作為基地......（不久之後）昇陽電腦的公司創辦人、副總裁兼史丹福校友的安迪·貝托爾斯海姆表示願意簽下10萬美元的支票來贊助『Google公司』。但那時有一問題為：Google公司仍未實際存在，也尚未正式申請創辦公司。兩個禮拜後，當兩位創辦人仍忙著處理文件資料時，並沒有地方可安全放置這筆錢。」1998年9月7日，25歲的拉里和24歲的布林正式創建了Google公司，而當時公司僅提供使用PageRank的搜索引擎的服務。
《經濟學人》雜誌在介紹謝爾蓋的生活態度的文章上，總結了Google的最初宗旨：「使世界上所有的信息，能被普遍和有用的被搜尋到。」，並將其與現代印刷術的發明者約翰內斯·谷登堡互做比較：
|  | 1440年，約翰內斯·谷登堡為了能提供大量的聖經，在歐洲發明了第一台現代化的機械式印刷機。這技術取代了早先用手書抄寫聖經原文的方式，並擁有更快的效率。也因此有助於知識的傳佈，間接導致了文藝復興……而Google現在也在做類似的事情。 |

這樣的類似的比較也出現在《The Google Story》的文中：「並不是自從古騰堡開始......任何的發明將會讓人改變其早先利用資訊的方式，而這當中做的最徹底的就是屬於Google了。」

## 私人生活
2007年5月，謝爾蓋·布林在巴哈馬娶了安妮·沃西基（苏珊·沃西基的妹妹）為妻。妻子安妮·沃西基是一位生物技術博士，且於1996年於耶魯大學榮獲生物學理學學士；之後她將重點放在醫學信息學上，並與謝爾蓋共同希望能找出新方法來改善這方面的課題。他們倆亦深深影響醫學信息學，並帶領著人類基因組計劃。「對於布林來說，他將遺傳學視為一個龐大的資料庫和種種數據資料的問題。」他的妻子並以此想法創辦了23andMe（23即指人的23對染色體），試圖讓每個人都能了解自己的基因。在一次Google的時代精神會議上，謝爾蓋提出他希望總有一天人們都能了解自己的基因排序，藉此來幫助醫生、患者、研究人員分析這些數據，來解決身體上的問題。
謝爾蓋·布林的母親叶夫根尼娅之後被診斷有帕金森氏症，2008年謝爾蓋決定將她移往馬里蘭大學醫學院接受治療。在藉由23andMe的研究後，謝爾蓋得知帕金森氏症通常並不會直接遺傳下來。而當這件事被別人提起，並詢問他說不知道這件事是否會比較高興時，他說他提早知道意味著現在就能夠立刻提早抵禦此疾病，然而他仍有可能因為與母親相同的LRRK2基因突變，而在之後幾年發病。《經濟學人》雜誌的評論中說道：「布林得知他的LRRK2基因突變將會是他之後的一個身體隱憂後，並沒有影響到他對Google搜尋引擎程式的改良與除錯。他能夠藉由幫助自己的同時，也能夠幫助到別人，他認為自己算是十分幸運的......」
2013年8月，Google發言人向《華爾街日報》旗下科技網站All Things D證實，謝爾蓋和安妮·沃西基已分居數月，根據部分媒體報導，謝爾蓋和下屬阿曼達·羅森堡的婚外情，是導致夫妻倆分居的主因。2015年6月，與安妮·沃西基離婚。

## 谷歌退出中國

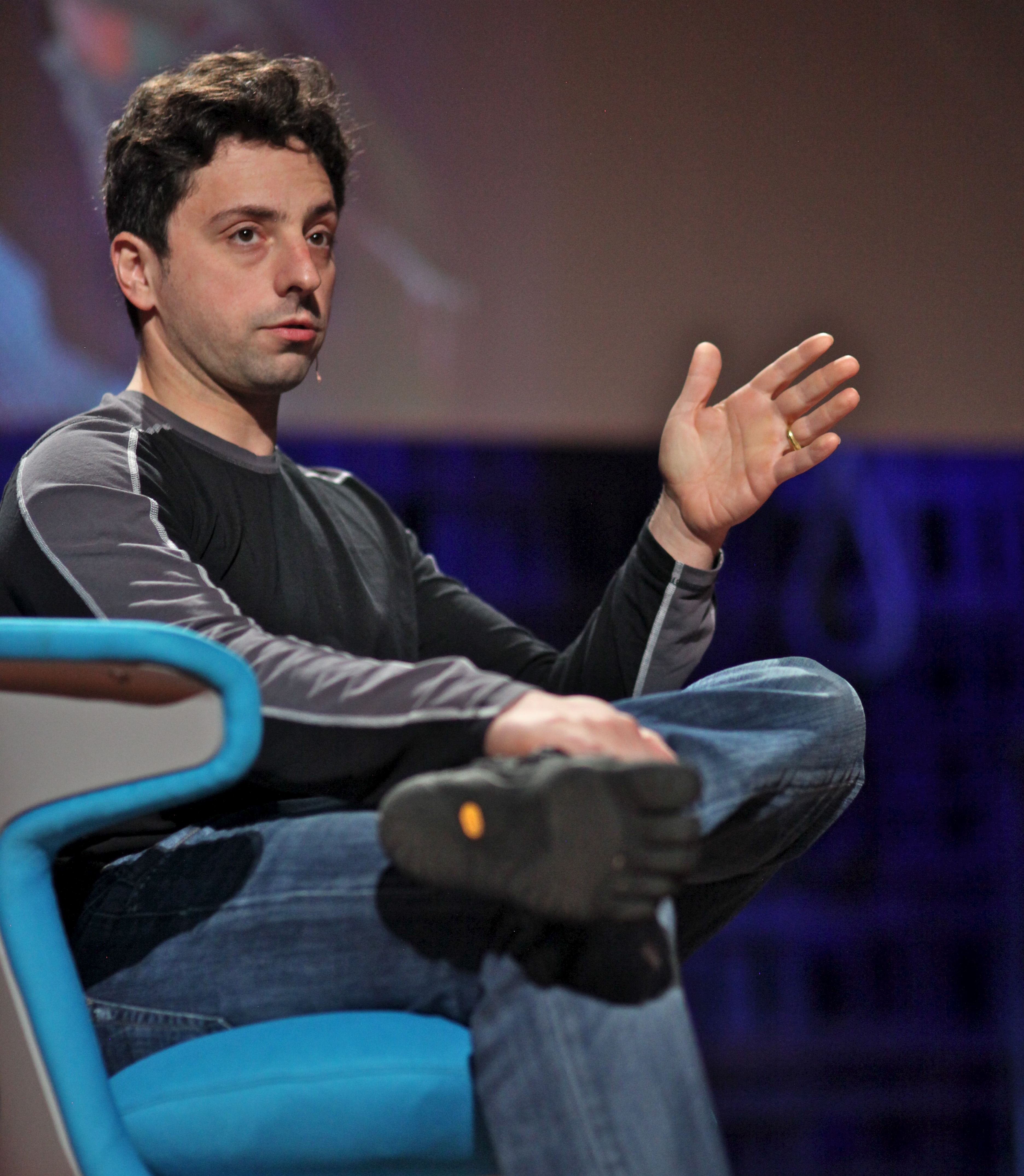
谢爾蓋·布林作為一神祕嘉賓出現於2010年TED大會上，隨後公開發表Google公司對中國政府的新態度。

由於童年時因為家庭因素而離開了蘇聯，謝爾蓋對於「Google必須要藉由審查搜尋引擎的結果，來安撫中华人民共和国政府」感到不甚願意，但隨著中國經濟的進步，Google仍決定加入中國市場，他向《財星》雜誌採訪時解釋其理由：
|               | 我們認為藉由進入中國市場，將我們的服務推廣至那裡，即使那裡並非和我們的理想100%相似，但仍可藉由最根本的提供更多資訊的理念，來讓中國網路使用人的環境更好，儘管並非所有內容皆可搜尋到仍是如此。 |
| ——謝爾蓋·布林 | |

然而在2010年1月12日，Google在其官方部落格發布一篇題為《新的中國策略》（A new approach to China）的文章，指出大約在一個月前有大規模針對該公司電腦系統和其他基礎設施的網路攻擊，其他攻擊目標還包括許多Gmail帳戶資料，並導致其智慧財產權遭竊。Google宣布不再同意繼續審查其搜索引擎，要求獲得「在中國境內提供一個不經審查的搜索引擎」權利；甚至如果協商不成，可能會考慮關閉Google.cn乃至於Google中國，完全退出中國市場。而在這次反對審查制度的決策之前，其實Google早已醞釀了數週，兩名創始人謝爾蓋·布林和拉里·佩奇均參與了高層討論。在討論中以首席执行官埃里克·施密特為首，認為應該繼續在中國經營，並盡力改變其政權型態；但謝爾蓋反駁說公司已經盡了力，是應該離開了。討論的結果是謝爾蓋的意見佔了上風。而在攻擊事件後，Google工程師亦確實追蹤到攻擊者可能為中國政府或是代理的駭客所為。
《紐約時報》報導說：「這次攻擊的主要目標為擁有Gmail帳戶的中國人權活躍人士，但也對至少20家分別從事金融、科網、傳媒和化工等各方領域的其他大型公司，進行針對性攻擊。」之後又持續報導此次攻擊說：「這次襲擊亦可能包含Google最重要的密碼系統，而如果遭掌控將可能控制數以百萬的世界各地用戶。」
2010年3月22日，Google正式將Google中國兩域名（google.cn和g.cn）的網頁搜尋、圖片搜尋和資訊（新聞）搜尋重定向至Google香港的域名（google.com.hk（页面存档备份，存于）），並透過位在美國及香港的伺服器，提供未經審查過濾的搜尋引擎服務。同樣的，域名註冊公司Go Daddy也在3月24日一場討論中國網路自由的美國國會聽證會中，宣佈將停止辦理新的「.cn」域名申請。負責Google對於這次事件發言的謝爾蓋本人，在接受採訪時補充說道：「對於我們來說，總是在討論如何能夠爭取更多在網路上的公開和自由。我們相信這將是最好的事情，因為我們可以繼續維護網路開放性和自由傳遞信息的原則。」
只有少數大公司聲援他們這項舉動，不過很多網際網路言論自由支持者對這一舉動感到歡喜，甚至在美國贏得了多數的讚譽，也廣受美國國會議員的認同。參議會議員拜倫·多甘稱道：「Google這次決定是勇敢的一步，這將有利於人們更能自由的表達和傳遞資訊。」而眾議會議員鮑勃·古德拉特則說：「我十分讚賞Google停止對Google.cn搜索結果的審查，所踏出的勇敢第一步......」但是從企業遠景來看，很多人都意識到該舉動將可能會影響Google公司的利潤，《新共和》雜誌（The New Republic）雜誌便說道：「Google將因為它撤出中國而付出沉重的代價，然而這就是為什麼這次拒絕審查的舉動，是十分值得讚美的。」

## 獎項和認可
2009年11月，《富比士》雜誌把謝爾蓋和拉里共同列入影響世界的重要人物第五名。而在早些年的2月，謝爾蓋由於「領導索引和檢索等有關搜尋系統的快速發展」，獲選進入了美國國家工程學院，這可說是「在工程師中最高的榮譽」。2003年，謝爾蓋和拉里因為「具體表現了企業家精神，以及展現創建新公司的動力」，自位於西班牙的西班牙IE商學院中得到企業管理碩士的名譽學位。2004年，兩人收到了Marconi Foundation的「最高工程獎」，並被推舉為哥倫比亞大學的董事，Marconi Foundation的主席John Jay Iselin在宣布基金會的獲獎人後，祝賀他們兩人的發明「從根本上，改變了倚靠訊息檢索的今日」。
谢尔盖擔任Google董事兼技術總監期間，个人身价曾估计达到175亿美元，这令他一度成为全球排名26美国排名12的富翁。2010年根據《富比士》雜誌報導，他與拉里·佩奇在世界富人排行榜上並列為第24名。

## 其他事項

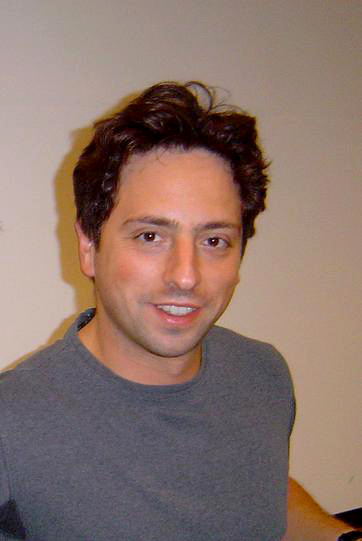
谢尔盖·布林

- 謝爾蓋·布林在其他事業上，名氣甚至可能超越他對Google的貢獻。例如他和拉里·佩奇藉由Google的慈善機構google.org（页面存档备份，存于），企圖解決世界的能源和氣候等問題；並投資可替代能源技術的發展，以尋求更廣泛的可再生能源。Google承認：「我們的創始人企圖利用科學技術，來解決真正的麻煩問題。」[39]他們也試圖支援企業開發創新的解決方案，且將這計畫分享給全球。例如2010年10月，他們投資一座負責協助東海岸電力網路的大型海上風力發電廠，[40]而這也可能成為美國第一座「海上風力發電廠」。[41]

- 謝爾蓋·布林經常受邀進行學術演講，並曾出現在許多電視節目和紀錄片，包括查理·罗斯、CNBC和CNN等電視頻道。2004年他和拉里佩奇共同被提名為ABC世界新闻的本周人物。2005年，謝爾蓋获得了世界经济论坛青年全球领导者的提名。[來源請求]2007年，他和拉里佩共同為电影《断箭（英语：Broken Arrows (film)）》的制作人。[42]

- 2008年6月，謝爾蓋·布林投資近450萬美元以成為太空遊客，並與維吉尼亞州的太空探險公司簽約。這筆資金將作為預約金，提早預訂2011年世界首架專門執行私人任務的航天飛機的座位。布林在一份聲明中說他認為這次旅行僅是一項投資：「我對太空的探索和商業開發深信不疑，我期待著進入太空，軌道任務探險家團讓我既能保留參與太空遊的機會，又能直接進行投資。」[43][44][45]

- 谢尔盖和拉里·佩奇共同擁有一架波音767飞机和一架阿爾法教練機；此外還有以Google公司作為所有人，用每年140萬美元的價格在莫菲特聯邦機場（英语：Moffett Federal Airfield）租了一棟房屋和兩架灣流五（英语：Gulfstream V），用于他们的商务和个人需求。其中兩人所有的波音767飞机经过特殊设计，可以容纳50人，内部裝橫有巨大的床；[46]而兩架灣流五飛機上則安裝有美國國家航空暨太空總署的科學儀器，以在飛行時收集相關實驗數據。[47][48]

- 謝爾蓋是AmBAR（英语：AmBAR）的一位成員，AmBAR是一個網路組織，主要成員為在美國使用俄語的商務人士（包括海外國民和移民人士）。
- 2011年11月，谢尔盖·布林和前妻安妮·沃西基共同创立的布林-沃西基基金会向维基媒体基金会捐款50万美元[49]。

## 話語
- 「楊致遠相當有天賦，如果他想要在Google工作時，我們將會非常興奮。」[50]
- 「YouTube和DoubleClick要能夠大幅度的盈利，至少還得等上一、兩年的時間。」[50]
- 「如果微軟成功收購雅虎，不但違背了相應的反壟斷法，而且將使今後的網路使用者面臨更少的選擇；如果微軟收購雅虎計劃變成了現實，這將不利於網路產業的蓬勃發展。」[50]
- 「當一個人太容易賺得金錢時，將會混合多餘東西在真正的創新及企業精神。那段艱困的時光，為矽谷帶來最美好的日子。」[51]
- 「於是我們想出這概念：並不是所有網頁都是相同的；或許人是同一人，但網頁並不是。」[52]
- 「科技是含有民主概念的機器。因為隨著硬體和軟體的進步，幾乎任何東西你都可以自行添加，這意味著在我們有生之年都能擁有同樣力量的工具。」[52]

## 电影
| 年份   | 片名         | 角色 | 注释 |
| ------ | ------------ | ---- | ---- |
| 2013年 | 《實習大叔》 | 本人 |      |